# Référendum irlandais sur le pacte budgétaire européen
Un référendum constitutionnel a eu lieu en Irlande le 31 mai 2012  pour rendre possible la ratification du pacte budgétaire européen.
La décision d’organiser un referendum a été prise par le gouvernement irlandais en suivant l’avis du procureur général (Attorney General) et a été annoncé par le Taoiseach Enda Kenny le 28 février 2012

## Proposition
- Article 29.4.10[1] :

« L'État peut ratifier le Traité sur la stabilité, la coordination et la gouvernance dans l'Union économique et monétaire qui a eu lieu à Bruxelles le 2 mars 2012. Aucune disposition de cette Constitution n'invalide les lois promulguées, les actes accomplis ou les mesures adoptées par l'État qui sont nécessaires par les obligations de l'État en vertu de ce traité ou n'empêche les lois promulguées, les actes accomplis ou les mesures adoptées par les organes compétents en vertu de ce traité d'avoir force de loi dans l'État. »

## Campagne pour le référendum

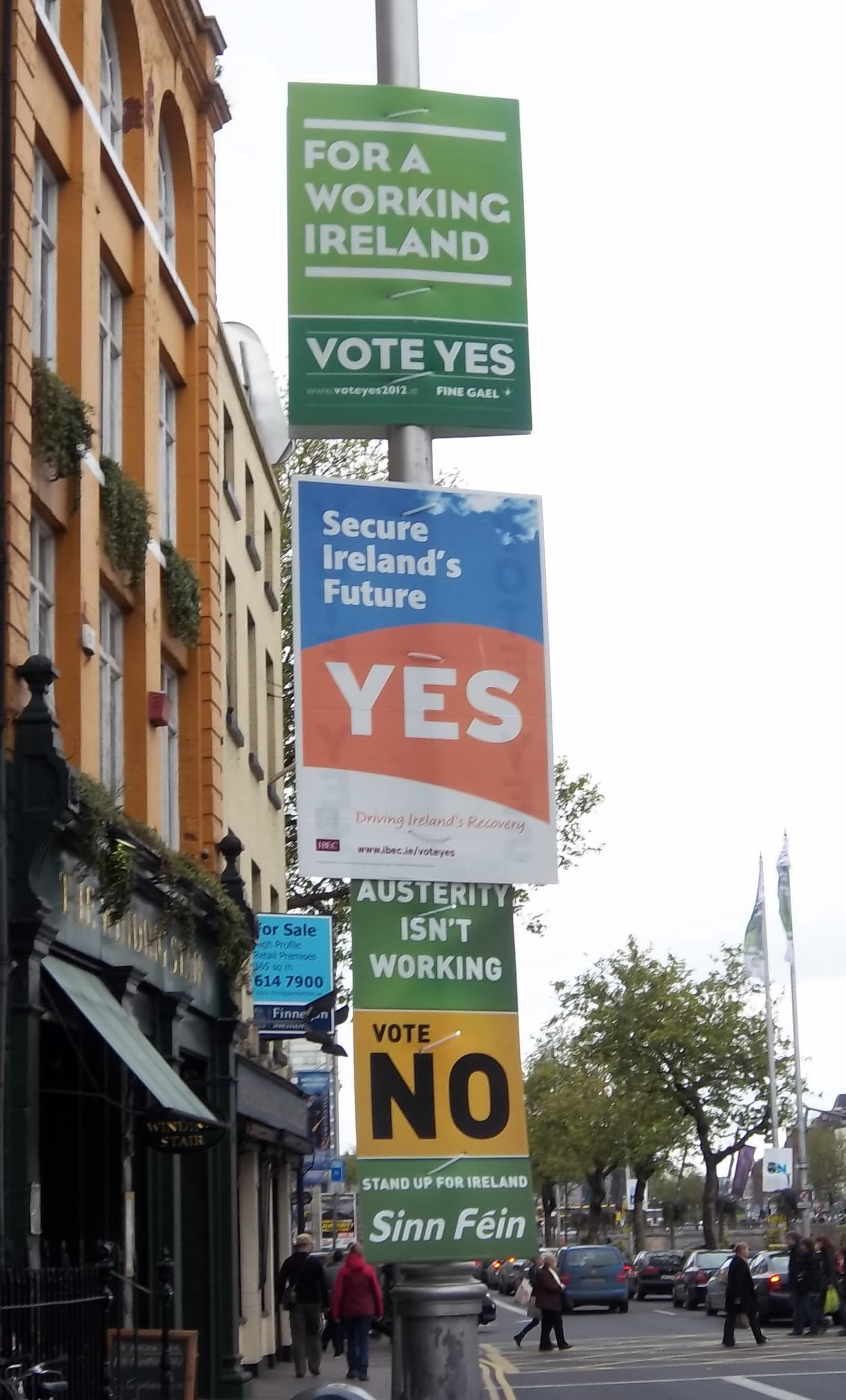

Les deux grands partis qui forment la coalition qui gouverne l'Irlande - le Parti travailliste et le Fine Gael - ont mené la campagne pour l'acceptation de la modification. Du côté du non, on retrouve principalement le Sinn Féin, mais aussi  l'Alliance de la gauche unie.

## Résultats
Les Irlandais, par une majorité d'un peu plus de 60 %, ont accepté la modification constitutionnelle. Toutefois, la participation, un peu plus faible que pour les précédents référendums concernant l'Europe, a à peine dépassé les 50 % des votants.
|            | Nombre    | Pourcentage des inscrits |
| ---------- | --------- | ------------------------ |
| Inscrits   | 3 144 828 | 100 %                    |
| Abstention | 1 553 443 | 49,40 %                  |
| Votants    | 1 591 385 | 50,60 %                  |

|                | Nombre    | Pourcentage des votants |
| -------------- | --------- | ----------------------- |
| Votants        | 1 591 385 | 100 %                   |
| Blancs ou nuls | 7 206     | 0,45 %                  |
| Exprimés       | 1 584 179 | 99,55 %                 |

| Non : 629 088 (39,71 %) |  |  | Oui : 955 091 (60,29 %) |
| ▲                       |  |  |                         |